# Vismia guineensis
Vismia guineensis är en johannesörtsväxtart som först beskrevs av Carl von Linné, och fick sitt nu gällande namn av Jacques Denys Denis Choisy. Vismia guineensis ingår i släktet Vismia och familjen johannesörtsväxter. Inga underarter finns listade i Catalogue of Life.